# Eriophorum chamissonis
Eriophorum chamissonis är en halvgräsart som beskrevs av Carl Anton von Meyer. Eriophorum chamissonis ingår i släktet ängsullssläktet, och familjen halvgräs. Inga underarter finns listade i Catalogue of Life.

## Bildgalleri

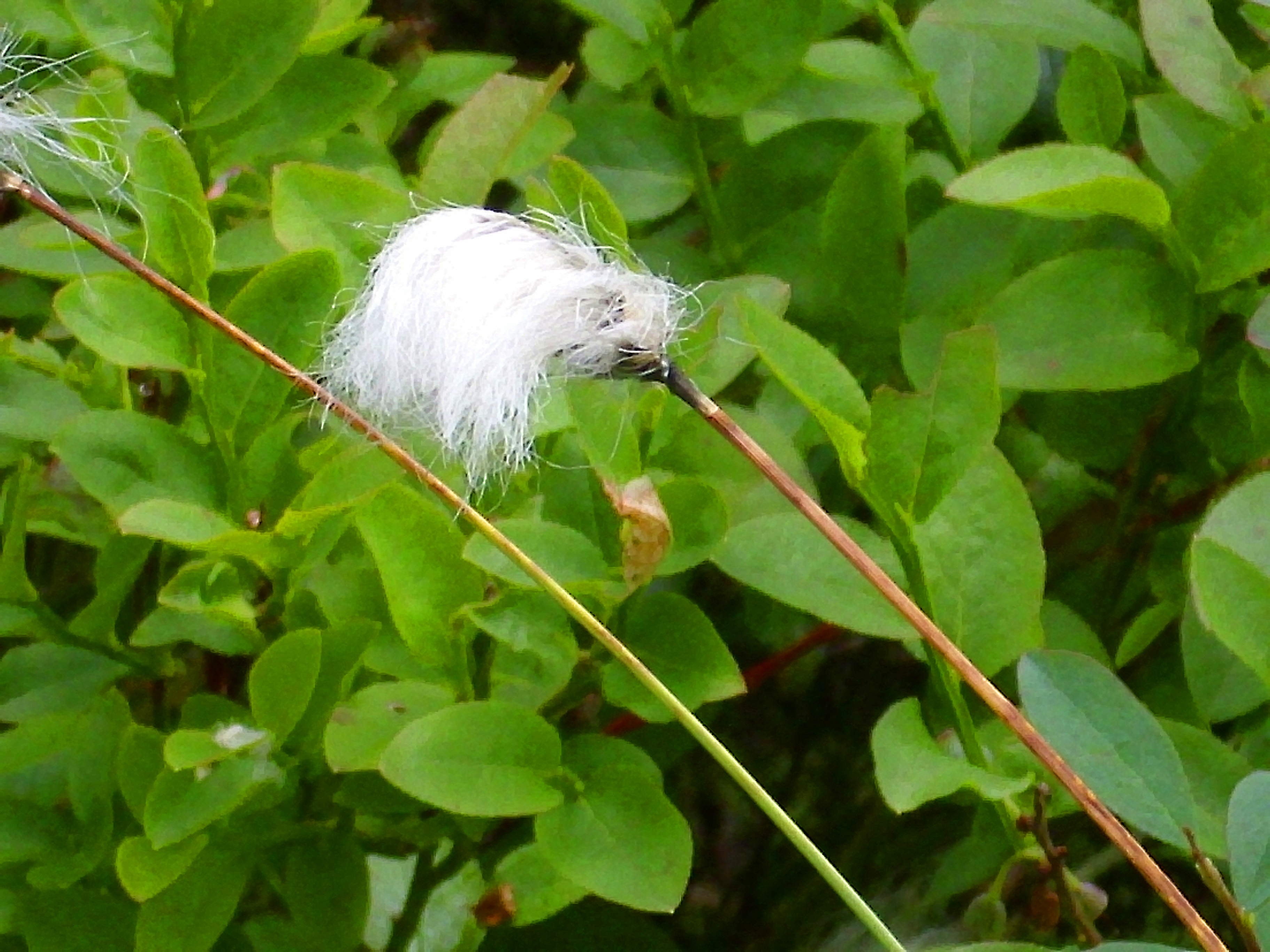